# Kanton Pont-Audemer
Pont-Audemer is een kanton van het Franse departement Eure. Het kanton maakt deel uit van het arrondissement Bernay.

## Gemeenten
Het kanton Pont-Audemer omvatte tot 2014 de volgende 14 gemeenten:
- Campigny
- Colletot
- Corneville-sur-Risle
- Fourmetot
- Manneville-sur-Risle
- Pont-Audemer (hoofdplaats)
- Les Préaux
- Saint-Germain-Village
- Saint-Mards-de-Blacarville
- Saint-Symphorien
- Selles
- Tourville-sur-Pont-Audemer
- Toutainville
- Triqueville

Bij de herindeling van de kantons door het decreet van 25 februari 2014 werden alle gemeenten van het opgeheven kanton Montfort-sur-Risle aan het kanton toegevoegd.

Op 1 januari 2018 werd de gemeente Touville samengevoegd met de gemeente Thénouville en bij decreet van 5 maart 2020 overgeheveld naar het kanton Grand Bourgtheroulde.

Op 1 januari 2018 werd de gemeente Saint-Germain-Village samengevoegd met de gemeente Pont-Audemer.

Op 1 januari 2019 werden de gemeenten Saint-Thurien en Saint-Ouen-des-Champs uit het kanton Bourg-Achard samengevoegd met de gemeente Fourmetot tot de fusiegemeente (commune nouvelle) Le Perrey.
Sindsdien omvat het kanton volgende 26 gemeenten:
- Appeville-Annebault
- Authou
- Bonneville-Aptot
- Brestot
- Campigny
- Colletot
- Condé-sur-Risle
- Corneville-sur-Risle
- Écaquelon
- Freneuse-sur-Risle
- Glos-sur-Risle
- Illeville-sur-Montfort
- Manneville-sur-Risle
- Montfort-sur-Risle
- Le Perrey
- Pont-Audemer
- Pont-Authou
- Les Préaux
- Saint-Mards-de-Blacarville
- Saint-Philbert-sur-Risle
- Saint-Symphorien
- Selles
- Thierville
- Tourville-sur-Pont-Audemer
- Toutainville
- Triqueville